# 渭沱站
渭沱站位于重庆市合川区渭沱镇凉水村，是重庆铁路枢纽宁蓉线、兰渝铁路、渭井线。车站由成都局集团重庆北车务段管辖，目前为不办理客货运业务的四等站，每日接发近60对列车。本站作为重庆铁路枢纽西北第一站，宁蓉线和兰渝铁路动车组列车、普速列车和货车经过本站后分线行驶进出重庆枢纽，货车经磨心坡、北碚进入兴隆场站。
兰渝铁路重庆枢纽工程新建重庆北—渭沱线路，于2015年1月开通，和既有遂渝铁路基本平行。该路段在开通后被编入宁蓉线，既有遂渝铁路渭沱—井口区间则更名为渭井线。2015年12月27日，本站正式开通，而兰渝铁路全线则于2017年9月通车。在兰渝铁路建设期间，本站曾计划建设本站至黄泥坝的专用线。
2017年车站货场开工建设。货场占地面积2000余亩，共设8条到发线。未来还将有市郊铁路渝合线接入。